# E-Prix di Punta del Este 2014
L'E-Prix di Punta del Este 2014 è stata la terza tappa del campionato di Formula E 2014-2015 e la terza gara in assoluto della categoria. La gara è stata vinta da Sébastien Buemi della DAMS.

## Aspetti sportivi
Vari team hanno annunciato dei cambi di piloti prima della gara: 
- Il team Andretti ha schierato il pilota uscente dalla Formula 1 Jean-Éric Vergne al fianco di Matthew Brabham;
- Il team Amlin Aguri ha schierato Salvador Durán in sostituzione di Katherine Legge;
- Il team China Racing sostituisce Ho-Pin Tung con lo spagnolo Antonio García.

## Risultati

### Qualifiche
Nella sessione di qualifiche stupisce il neoarrivato Vergne che fa segnare il miglior tempo alla prima qualifica in Formula E (conquistando così 3 punti) staccando di appena un decimo il brasiliano Nelson Piquet Jr. su China Racing. Seguono le due DAMS di Prost e Buemi e la Virgin di Alguersuari. Buona qualifica per Jarno Trulli che riesce ad issarsi al settimo posto nonostante la vettura meno competitiva mentre delude l'altra italiana Michela Cerruti che prende ben 4 secondi dal compagno di scuderia e 4,5 secondi dall'autore della pole.
| Pos.                        | Nº | Pilota                 | Squadra            | Tempo       | Distacco | Griglia |
| --------------------------- | -- | ---------------------- | ------------------ | ----------- | -------- | ------- |
| 1                           | 27 | Jean-Éric Vergne       | Andretti Autosport | 1:15.408    |          | 1       |
| 2                           | 99 | Nelson Piquet Jr.      | China Racing       | 1:15.530    | +0.122   | 2       |
| 3                           | 8  | Nicolas Prost          | e.dams Renault     | 1:15.722    | +0.314   | 3       |
| 4                           | 9  | Sébastien Buemi        | e.dams Renault     | 1:15.842    | +0.434   | 4       |
| 5                           | 3  | Jaime Alguersuari      | Virgin Racing      | 1:16.053    | +0.645   | 5       |
| 6                           | 11 | Lucas Di Grassi        | Audi Sport ABT     | 1:16.108    | +0.700   | 6       |
| 7                           | 10 | Jarno Trulli           | Trulli             | 1:16.144    | +0.736   | 7       |
| 8                           | 21 | Bruno Senna            | Mahindra Racing    | 1:16.211    | +0.803   | 20      |
| 9                           | 23 | Nick Heidfeld          | Venturi            | 1:16.225    | +0.817   | 8       |
| 10                          | 66 | Daniel Abt             | Audi Sport ABT     | 1:16.374    | +0.966   | 9       |
| 11                          | 5  | Karun Chandhok         | Mahindra Racing    | 1:16.416    | +1.008   | 10      |
| 12                          | 6  | Oriol Servià           | Dragon Racing      | 1:16.811    | +1.403   | 11      |
| 13                          | 55 | António Félix da Costa | Amlin Aguri        | 1:16.865    | +1.457   | 12      |
| 14                          | 30 | Stéphane Sarrazin      | Venturi            | 1:17.025    | +1.617   | 13      |
| 15                          | 88 | Antonio García         | China Racing       | 1:17.653    | +2.245   | 14      |
| 16                          | 77 | Salvador Durán         | Amlin Aguri        | 1:17.810    | +2.402   | 15      |
| 17                          | 18 | Michela Cerruti        | Trulli             | 1:20.206    | +4.798   | 16      |
| Tempo limite 107%: 1:20.687 |    |                        |                    |             |          |         |
| 18                          | 2  | Sam Bird               | Virgin Racing      | senza tempo |          | 18      |
| 19                          | 7  | Jérôme d'Ambrosio      | Dragon Racing      | senza tempo |          | 17      |
| 20                          | 28 | Matthew Brabham        | Andretti Autosport | senza tempo |          | 19      |

### Gara
| Pos. | Nº | Pilota                 | Squadra            | Giri | Tempo/Ritiro | Griglia | Punti |
| ---- | -- | ---------------------- | ------------------ | ---- | ------------ | ------- | ----- |
| 1    | 9  | Sébastien Buemi        | e.dams Renault     | 31   | 49:08.990    | 4       | 25    |
| 2    | 99 | Nelson Piquet Jr.      | China Racing       | 31   | +0.732       | 2       | 18    |
| 3    | 11 | Lucas Di Grassi        | Audi Sport ABT     | 31   | +2.635       | 6       | 15    |
| 4    | 10 | Jarno Trulli           | Trulli             | 31   | +4.163       | 7       | 12    |
| 5    | 3  | Jaime Alguersuari      | Virgin Racing      | 31   | +4.698       | 5       | 10    |
| 6    | 21 | Bruno Senna            | Mahindra Racing    | 31   | +5.197       | 20      | 8     |
| 7    | 8  | Nicolas Prost          | e.dams Renault     | 31   | +6.514       | 3       | 6     |
| 8    | 7  | Jérôme d'Ambrosio      | Dragon Racing      | 31   | +7.567       | 17      | 4     |
| 9    | 6  | Oriol Servià           | Dragon Racing      | 31   | +8.646       | 11      | 2     |
| 10   | 23 | Nick Heidfeld          | Venturi            | 31   | +10.563      | 8       | 1     |
| 11   | 88 | Antonio García         | China Racing       | 31   | +10.594      | 14      |       |
| 12   | 18 | Michela Cerruti        | Trulli             | 31   | +19.617      | 16      |       |
| 13   | 5  | Karun Chandhok         | Mahindra Racing    | 31   | +54.175      | 10      |       |
| 14   | 27 | Jean-Éric Vergne       | Andretti Autosport | 29   | Ritiro       | 1       | 3     |
| 15   | 66 | Daniel Abt             | Audi Sport ABT     | 28   | +3 giri      | 9       | 2     |
| 16   | 77 | Salvador Durán         | Amlin Aguri        | 27   | +4 giri      | 15      |       |
| Rit  | 28 | Matthew Brabham        | Andretti Autosport | 26   | Incidente    | 19      |       |
| Rit  | 30 | Stéphane Sarrazin      | Venturi            | 15   | Incidente    | 13      |       |
| Rit  | 55 | António Félix da Costa | Amlin Aguri        | 6    | Motore       | 12      |       |
| Rit  | 2  | Sam Bird               | Virgin Racing      | 3    | Incidente    | 18      |       |

## Classifiche

### Piloti
| Pos. | Pilota            | Punti |
| ---- | ----------------- | ----- |
| 1    | Lucas Di Grassi   | 58    |
| 2    | Sébastien Buemi   | 40    |
| 3    | Sam Bird          | 40    |
| 4    | Nicolas Prost     | 24    |
| 5    | Nelson Piquet Jr. | 22    |

### Squadre
| Pos. | Squadra            | Punti |
| ---- | ------------------ | ----- |
| 1    | e.dams Renault     | 64    |
| 2    | Audi Sport ABT     | 62    |
| 3    | Virgin Racing      | 54    |
| 4    | Dragon Racing      | 36    |
| 5    | Andretti Autosport | 33    |